# Utetheisa pura
Utetheisa pura är en fjärilsart som beskrevs av Butler 1877. Utetheisa pura ingår i släktet Utetheisa och familjen björnspinnare. Inga underarter finns listade i Catalogue of Life.